# 凯撒·冯·霍法克
凯撒·冯·霍法克（德語：Caesar von Hofacker，亦作，發音：[ˈtsɛːzaʁ fɔn ˈhoːfˌʔakɐ]；1896年3月2日—1944年12月20日）是一位納粹德國空軍中校，曾参与反阿道夫·希特勒政变7月20日密谋案。
1944年7月26日，霍法克在巴黎被捕，被带到柏林的盖世太保总部，据威廉·夏伊勒在《第三帝国的兴亡》一书中的记载，霍法克遭受酷刑，供出隆美尔參與7月20日密谋案”。不過霍法克表示雖然隆美尔支持反希特勒政变，但不支持殺死希特勒。但这对希特勒而言没有差别，希特勒于是命令隆美尔自杀。霍法克之後被推上人民法院受审。最终，他被判犯有叛國罪，在普勒岑湖監獄被绞刑处决。